# VAC
VAC là hệ thống sản xuất nông nghiệp tổng hợp bao gồm Vườn (sản xuất trồng trọt), Ao (nuôi trồng thủy sản) và Chuồng (chăn nuôi gia súc gia cầm); là kiểu sản xuất phổ biến của nhiều cộng đồng nông thôn Việt Nam, là một bộ phận quan trọng trong cơ cấu kinh tế nông - lâm - ngư  nghiệp; là mô hình kinh tế sinh thái nông nghiệp bền vững, có chức năng chính là cung cấp các sản phẩm phục vụ nhu cầu cho nhu cầu thực phẩm của con người và tạo một nguồn thu nhập nhất định.

## Một số đặc điểm
Hệ thống VAC là một hệ thống khép kín mà các các thành phần trong hệ thống có mối liên hệ mật thiết với nhau. Thông thường, trong hệ thống VAC, ao cá sử dụng phân (do gia súc, gia cầm thải ra) làm nguồn thức ăn cho các loài cá nuôi trong ao, ngoài ra phân còn được sử dụng để bón vườn; ao cung cấp nước phục vụ tưới tiêu, đất bùn (khi vét cải tạo ao) bổ sung đất tốt cho toàn bộ cây trong vườn; còn vườn cung cấp rau phục vụ chăn nuôi. Ở Việt Nam, hệ thống VAC truyền thống được áp dụng rộng rãi ở nông thôn bao gồm cả vùng ven biển. Việc lồng ghép này bao gồm trồng cây trong vườn hộ, chăn nuôi gia súc, gia cầm và nuôi trồng thủy sản. Với hệ thống VAC truyền thống này cho năng suất cá nuôi khá thấp, trung bình 1.500 - 1.700 kg/ha/năm (0,015 - 0,017 kg/m²/năm), lượng rau tạo ra cũng chỉ đủ cầm chừng nhu cầu gia đình.
Hệ thống VAC là một hệ thống sinh thái hoàn chỉnh, thống nhất các khâu, các thành phần, chi phí đầu tư thấp phù hợp với đặc điểm hầu hết ở các các vùng ngoại thành và nông thôn Việt Nam. Bằng những cơ cấu cây trồng vật nuôi ổn định, phù hợp điều kiện thời tiết, lợi dụng tối đa điều kiện tài nguyên môi trường và sử dụng tối ưu nguyên vật liệu, thức ăn, năng lượng cho nên khả năng ứng dụng cao nhằm tăng hiệu quả kinh tế cho các hộ gia đình tại các vùng nông thôn, đặc biệt đối với các hộ gia đình nghèo tại các vùng miền núi và ven biển. Tại vùng ven biển Bắc Trung, có đến 90% số hộ có cuộc sống phụ thuộc rất nhiều vào nguồn thu từ VAC.
Giảm thiểu được tác động đối với môi trường do tác hại của các chất thải từ chăn nuôi gây ra, đặc biệt là nitơ trong phân và nước tiểu của các vật nuôi. Nitơ trong phân và nước tiểu bị vi khuẩn phân giải cho ra khí amonia, trong điều kiện thiếu khí, amonia biến thành nitrat. Nitrat trong điều kiện yếm khí lại bị vi khuẩn biến thành nitrit (NO2) và các oxit nitơ như  NO, N2O; các khí này bay lên tầng khí quyển, gây hiệu ứng nhà kính. Để hạn chế tác hại ô nhiễm của khí thải chăn nuôi cần có nhiều biện pháp, tuy nhiên biện pháp gắn chăn nuôi với hệ thống VAC là một biện pháp dễ áp dụng và mang lại hiệu quả về mặt kinh tế nhất. Trong hệ thống VAC phân và nước tiểu của các vật nuôi được sử dụng để bón cho cây trồng và một phần cho cá do đó nitơ trong phân sẽ được cây trồng hấp thu và tổng hợp lên các thành phần của cây trồng, tiếp đó vật nuôi lại sử dụng cây trồng để tổng hợp các thành phần của cơ thể. Như vậy, nitơ sẽ được luân chuyển trong một hệ thống khép kín từ cơ thể thực vật (cây trồng) sang cơ thể động vật (vật nuôi) và ngược lại, chính điều này đã hạn chế được việc thải nitơ ra ngoài môi gây ô nhiễm môi trường.
Một trang trại nuôi 1.000 đầu lợn thịt, mỗi năm thải ra khoảng 1500 tấn phân lỏng, nếu lượng nitơ trong phân là 0,42% và lượng P2O5 là 0,32% thì lượng phân lợn thải ra hàng năm của trang trại này tương đương với khoảng 15 tấn phân urê và 30 tấn phân lân, đây là một nguồn phân hữu cơ quý giá, nếu sử dụng cho cây trồng thì có thêm sản phẩm cây trồng và tránh ô nhiễm môi trường. Bên cạnh đó lượng phân thải ra nếu được sử dụng để làm biogas trước khi bón cho cây trồng thì lại có thêm nhiên liệu cho chế biến thức ăn, chạy máy, thắp sáng… Phân qua xử lý biogas còn diệt được vi khuẩn và ký sinh trùng gây bệnh, là nguồn thức ăn nuôi cá vừa giàu dinh dưỡng vừa sạch.